# Алексеевское кладбище
Алексеевское кладбище — действующий исторический московский некрополь закрытого типа, захоронение возможно только в родственную могилу, расположено в Северо-Восточном округе Москвы (проспект Мира, 132), находится в ведении ГБУ «Ритуал». Кладбище названо в честь царя Алексея Михайловича Романова.
Место известно под названием село Копытово (по реке Копытовка). В середине XVII века — переименовано в село Алексеевское, владение царя Алексея Михайловича; тогда же построен храм Алексея Божьего человека. Храм Тихвинской иконы Божией Матери построен в 1682 году. Через село проходила дорога в Троице-Сергиеву лавру. С 1950-х годов находится в черте Москвы. Занимает площадь 3 га.
Предположительно, одна из самых старых могил на кладбище — могила московского купца Ивана Петровича Носова (1791—1844).
В числе похороненных здесь в XX—XXI веках личностей:
XX век
- Ольденборгер, Владимир Васильевич (1863—1921) — инженер, главный инженер Московского водопровода
- Перцов, Пётр Петрович (1868—1947) — русский поэт, издатель, искусствовед, литературовед
- иеросхимонах Иннокентий (Орешкин) (1870—1949) — иеромонах,  духовник Зосимовой пустыни, насельник Гефсиманского скита при Свято-Троицкой Сергиевой Лавре
- Кондаков, Василий Яковлевич (1907—1956) — советский офицер, участник Великой Отечественной войны
- Ермолинский, Сергей Александрович (1900—1984) — советский киносценарист и драматург
- Толмачёва, Татьяна Александровна (1907—1998) — советская фигуристка, тренер, Заслуженный мастер спорта СССР
- Рождественский, Юрий Владимирович (1926—1999) — советский и российский лингвист, Заслуженный профессор МГУ им. М. В. Ломоносова, академик АПН СССР.

XXI век
- Гончаров, Виктор Михайлович (1920—2001) — советский и российский поэт, писатель, Участник Великой Отечественной войны
- Корнешов, Лев Константинович (1934—2005) —  советский писатель, главный редактор газеты «Комсомольская правда» с 1973 по 1978 г.г.
- Граве, Александр Константинович (1920—2010) — советский и российский актёр театра и кино, педагог, Народный артист РСФСР
- Смитиенко, Борис Михайлович (1947—2011) — советский и российский учёный, заслуженный работник высшей школы Российской Федерации, доктор экономических наук, профессор
- Ардашников, Наум Михайлович (1931—2012) — советский и российский кинорежиссёр. Заслуженный деятель искусств РСФСР
- Коржев, Гелий Михайлович (1925—2012) — советский художник-живописец, педагог. Народный художник СССР, Лауреат Государственной премии СССР
- Теджетова, Евгения Алексеевна (1969—2013) — российская певица, поэтесса, композитор
- Суховерко, Рогволд Васильевич (1941—2015) — советский и российский актёр театра, кино и радио, Заслуженный артист Российской Федерации
- Иванова, Нина Георгиевна (1934—2020) — советская киноактриса и режиссёр
- Грушин, Валентин Васильевич (1944—2021) — советский и российский деятель, депутат СССР, дипломат, член КПСС. Амбассадор брендов Bosco, Brunello Cucinelli, ГУМ; его именем названа аллея в городе Глазго, Шотландии[1][2][3][4].